# Megami-ryō no Ryōbo-kun
Megami-ryō no Ryōbo-kun (女神寮の寮母くん。 Megami-ryō no Ryōbo-kun?, lit. El dormitorio de la Madre Diosa) es una serie de manga japonés escrito e ilustrado por Ikumi Hino. Fue serializado en la revista de manga Gekkan Shōnen Ace de Kadokawa Shōten desde el 26 de diciembre de 2017 hasta el 24 de junio de 2022 y se ha recopilado en ocho volúmenes tankōbon hasta el momento. Una adaptación a anime producida por el estudio Asread se emitió del 14 de julio al 15 de septiembre del 2021.

## Sinopsis
Kōshi Nagumo es un jovencito de 12 años que perdió su casa en un incendio, su irresponsable padre lo dejó a su suerte y no tuvo más opción que comenzar a divagar por las calles. Un día una voluptuosa chica llamada Mineru Wachi lo encuentra tirado en la calle y lo lleva a su dormitorio de universidad para hacerle una oferta, ser el casero del dormitorio de una universidad de chicas, y Kōshi aceptó con gusto. Aquí comienza la aventura de Kōshi y sus "especiales" inquilinas tras el suceso.

## Personajes
Kōshi Nagumo (南雲孝士 Nagumo Kōshi?)
 Seiyū: Misuzu Yamada
El protagonista de la historia. En su cumpleaños número 12 su casa se incendia y su padre al no tener dinero, decide abandonarlo y se marcha. Una chica llamada Mineru Wachi le ofrece quedarse a vivir en el dormitorio universitario de chicas y hacerse cargo de los quehaceres, a lo que él acepta. Es bastante responsable y maduro a su escasa edad y no duda en regañar a las chicas si cometen algún desorden.
Atena Saotome (早乙女あてな Saotome Atena?)
 Seiyū: Ayaka Nanase
Atena es una mujer joven con largos cabellos rosados y ojos azules y está en el primer año en la universidad. A diferencia de las demás chicas, ella no estaba de acuerdo de que Koshi se vuelva casero del dormitorio, ya que no puede soportar estar cerca de los hombres. Esto se debe a que ella creció en un ambiente únicamente de mujeres y cada vez que entra en contacto con un hombre, sufre sangrado nasal. Al ver que las demás chicas se acercan a él, Atena comienza a confiar en Koshi e incluso lo protege de las travesuras de las demás chicas y hacer cumplir la moral pública en el dormitorio. Al final del manga, queda implícito que Atena y Koshi se conviertan en pareja.
Mineru Wachi (和知みねる Wachi Mineru?)
Seiyū: Chiaki Takahashi
Es una estudiante de cuarto año y residente del dormitorio. Encuentra a Koshi Nagumo colapsado en la calle de hambre y lo lleva a su dormitorio. Después de darle comida y conocer a los otros residentes, Mineru le propone que vive allí y trabaja como casero de dormitorio. Mineru a menudo salía de su habitación mal vestida y les decía a los demás que un gas tóxico se estaba esparciendo y que necesitaban evacuar el dormitorio.
Kiriya Senshō (戦咲きりや Senshō Kiriya?)
 Seiyū: Risako Murai
Estudiante de segundo año y otra residente del dormitorio. Kiriya se crio en un dojo de artes marciales junto con tres hermanos. Ella trajo manga shoujo por primera vez en collage y se enganchó instantáneamente. Pero mientras lee las historias de amor, se emociona demasiado y ataca usando artes marciales, lo que a menudo rompe por accidente las paredes. También tiene el hábito de dar vueltas y vueltas mucho mientras duerme. Ve a Koshi como un hermano pequeño.
Fley (フレイ Furei?)
 Seiyū: Asaki Fukuyama
Ella es una estudiante de tercer año y vive en el "Dormitorio de la Diosa" de Seikan. A Fley le encanta el cosplay. Le gusta hacer trajes, usarlos o ver a otros usarlos. A menudo obliga a Koshi a ser su modelo, ya que siempre quiso un modelo de niño para el que pudiera hacer trajes y hacer que él los usara.
Serene Hozumi (八月朔日せれね Hozumi Serene?)
 Seiyū: Yuki Yomichi
Una residente del dormitorio que no sale del dormitorio a menos que vaya a la escuela. Serene es bastante misteriosa, dócil y es capaz de arreglar con tecnología lunar las paredes y techos rotos por Kiriya. Koshi se convierte en su sirviente personal después de que ella reparara el techo roto por Kiriya.
Sutea Kōroya (香炉野すてあ Kōroya Sutea?)
 Seiyū: Hikaru Nanjō
Amiga de la infancia de Koshi y compañera de clases. Su cuerpo es sensible al calor y no le gusta que la toquen. Cuando ella le reveló esto a Koshi cuando estaban en la primaria, él terminó enfriando sus manos antes de tocarla y desde entonces la cuidaría y enfriaría sus manos. Debido a ello, se enamora de Koshi y se preocupa mucho por él, pero debido a su comportamiento tsundere, actúa como si no estuviera preocupada. Tras enterarse de que Koshi se quedó sin casa, Sutea lo patea por estar preocupada, diciéndole que debió haberla contactado. Koshi explica su situación y la lleva al dormitorio donde se aloja, pero en el momento en que Sutea entra, se sorprende al ver qué chicas viven allí y lo considera un dormitorio bastante peligroso.

## Media

### Manga
Megami-ryō no Ryōbo-kun es escrito e ilustrado por Ikumi Hino. Fue serializado en la revista Gekkan Shōnen Ace de Kadokawa Shōten desde el 26 de diciembre de 2017 hasta el 24 de julio de 2022 y hasta el momento se ha compilado en ocho volúmenes tankōbon.
| Volúmenes de manga publicados | Volúmenes de manga publicados | Volúmenes de manga publicados |
| Número                        | Fecha de publicación          | ISBN                          |
| ----------------------------- | ----------------------------- | ----------------------------- |
| 1                             | 25 de junio de 2018           | ISBN 9784041070505            |
| 2                             | 25 de diciembre de 2018       | ISBN 9784041077276            |
| 3                             | 26 de abril de 2019           | ISBN 9784041081372            |
| 4                             | 26 de octubre de 2019         | ISBN 9784041086988            |
| 5                             | 26 de mayo de 2020            | ISBN 9784041094501            |
| 6                             | 26 de enero de 2021           | ISBN 9784041094518            |
| 7                             | 26 de junio de 2021           | ISBN 9784041114834            |
| 8                             | 25 de diciembre de 2021       | ISBN 9784041118276            |

### Anime
Se anunció una adaptación al anime en el quinto volumen del manga el 25 de mayo de 2020. Más tarde se reveló que la serie sería animada por el estudio Asread y dirigida por Shunsuke Nakashige, con Masashi Suzuki manejando los guiones de la serie y Maiko Okada diseñando los personajes. Tomoki Kikuya está componiendo la música de la serie. La serie se emitió del 14 de julio al 15 de septiembre de 2021 en AT-X y otros canales. La unidad de cinco miembros Megami Ryōsei interpretan el tema de apertura «Naughty Love», mientras que Megami Ryōsei+α interpreta el tema de cierre «Zettai! Kimi Sengen» (ゼッタイ! キミ宣言♡ Zettai! Kimi Sengen♡?). Muse Communication obtuvo la licencia de la serie en el sur y sureste de Asia. La serie tiene licencia en territorios fuera de Asia por Sentai Filmworks.